# Igra staklenih perli (sastav)
Igra staklenih perli jugoslavenski je i srbijanski progresivni rock / psihodelični rock sastav osnovan 1976. godine u Beogradu. Sastav je poznat kao pionir jugoslavenskog i srbijanskog psihodeličnog rocka.

## Povijest
Bend su 1976. godine osnovali školski prijatelji Zoran Lakić (klavijature), Vojkan Rakić (gitara) i Predrag Vuković (bubnjevi). Sastav je dobio ime po knjizi Igra staklenim biserima Hermanna Hessea, a na njegovu glazbu utjecali su Ken, rani radovi Pink Floyda, Hawkwinda, Tangerine Dreama i Jimija Hendrixa. Sastav nije nastupao sve do dolaska gitarista i pjevača Draška Nikodijevića.
Njihovi prvi nastupi bili su na festivalu u Amaterskom kazalištu Tokovi na Voždovcu i u Dadovu na Vračaru. Godine 1977. sastavu se pridružio bubnjar Dragan Šoc, nakon čega su održani besplatni koncerti u Studentskom kulturnom centru Beograda i u Bloku 45 na Rock Blok koncertu 18. lipnja 1978. godine. Sastav je uslijed toga stekao kultni status i počeo snimati svoj prvi album. Godine 1978. snimili su prvi album na kojem su se našle pjesme »Guzterov trg«, »Solaris modus«, »Putovanje u plavo«, »Pečurka« i pjesma »Majestetski kraj«. Naslovnicu albuma dizajnirao je Predrag Vuković. Bend je potom održao koncert na Stomatološkom fakultetu u Beogradu, zajedno s Goranom Cvetićem, DJ-em i novinarom, inače pionirom reggae-kulture u SFRJ.
Prije izlaska drugog albuma, Draško Nikodijević napustio je bend, a zamijenio ga je Slobodan Trbojević, basist jazz benda i novinar časopisa Džuboks. Drugi album sniman je od kolovoza 1979. do siječnja 1980., a producirao ga je skladatelj Aleksandar Pilipenko. Dizajn naslovnice u dva su navrata radili Predrag Vuković i dizajner Dejan Popov, budući da je prvu verziju naslovnice odbila produkcijska kuća PGP RTB, za koju je album objavljen. Album sadrži pjesme »Magicians«, »Garden of Light«, »Lunar Mode« i pjesmu »Dreamer«. Album je promoviran na televiziji, uživo iz Hale Beko u Beogradu tijekom modne revije.
Godine 1982. Redatelj, producent i scenarist Stanko Crnobrnja snimio je kratki film o bendu pod nazivom Na svoj način. Bend je posljednji put nastupio 1985. godine u Koncertnoj dvorani Sava centra u Novom Beogradu.

### Raspad benda (1986. – 2010.)
Nakon raspada benda, Draško Nikodijević osnovao je bend Beli zec i krajem 1980-ih preselio se u Sjedinjene Države, gdje je bend preimenovao u White Rabbit Cult. Nakon povratka u Srbiju, Nikodijević je zajedno s bubnjarom Ekatarine Velike Ivanom Feceom Firčijem, gitaristom Zoranom Bulatovićem i klavijaturistom Električnog orgazma Ljubomirom Đukićem osnovao bend Kolateralna šteta.
Tijekom ljeta 1991. preostali članovi Igre staklenih perli, zajedno s Tomasom Venerom, vlasnikom produkcijske kuće Kalemegdan disk, objavili su tri besplatna LP-a. Prvi, pod nazivom Soft Explosion Live, bila je snimka koncerta benda na Stomatološkom fakultetu u Beogradu koju je snimio Goran Cvetić. Godine 1993. album je ponovno objavljen, remasteriran, neke pjesme su skraćene, a pjesma Majestetski kraj zamijenjena je pjesmom Soft Explosion. Sljedeće izdanje bilo je Inner Flow, koje je sadržavalo neobjavljeni materijal snimljen između 1976. i 1979. godine. Treće izdanje sadržavalo je snimke s četverosatnog snimanja u travnju 1977. i realizirano je uz pomoć Rakića, Vukovića i klavijaturista Zorana Zagorčića iz grupe Du du a.
Godine 2005. austrijska produkcijska kuća Atlantida objavila je albume Igra staklenih perli i Vrh svjetlosti na vinilu. Godine 2007. reizdanja oba albuma pojavila su se u Srbiji i Njemačkoj. Pod pokroviteljstvom PGP RTS-a objavljena je edicija Retrologija, koja je uključivala oba CD izdanja albuma pod nazivom Igra svetlosti. Njemačka diskografska kuća Second Harvest izdala je oba studijska albuma benda na CD-u.

### The Next Generation
Bend je ponovno osnovan 2011. godine, a uključivao je stare članove Draška Nikodijevića (bas gitara i vokal), Zorana Lakića (klavijature i vokal) i Predraga Vukovića (bubnjevi i vokal), kao i nove mlađe glazbenike Ivana Stankovića (gitara i vokal) i Sinistera Borga (bubnjevi). Nakon dva koncerta u beogradskom klubu Žica, Draško Nikodijević, Predrag Vuković i Ivan Stanković nastavili su s radom pod imenom Igra staklenih perli The Next Generation. U studenom 2012. godine bend je objavio studijski album Apokaliptus. Album je producirao Dušan Kojić, a snimio Boris Mladenović; gosti na njemu bili su Dejan Utvar (bubnjevi), Ljubomori Đukić (klavijature) i Spomenka Milić (vokal).

## Suradnja
Tijekom 1970-ih i 1980-ih, velik broj beogradskih glazbenika surađivao je s bendom i nastupao na njihovim koncertima. U snimanju pjesama ili tijekom njihovih nastupa na koncertima sudjelovali su Goran Vejvoda, Ivan Pajević, Aleksandar Žikić, gitarist i pjesnik Bojan Kveder, klavijaturist Zoran Zagorćić (iz benda Električni orgazam) i bubnjar Ivica Vdović iz benda Šarlo akrobata. Jedina žena osim Spomenke Milić koja je gostovala na albumima benda bila je Dragana Šarić, kasnije poznata kao Baby Doll, a njezin rad na drugom albumu benda bio je ujedno i njezin prvi studijski snimak.

## Diskografija

### Studijski albumi
- Igra staklenih perli (1979.)
- Vrh svetlosti (1980.)
- Apokaliptus (2012.)
- Kalemegdan Disk KD1—KD5 (s bendom Tako)

### Uživo albumi
- Soft Explosion Live (1991.)
- Drives (1994.)

### Kompilacije
- Inner Flow (1992.)
- Igra svetlosti (2007.)